# Tempesta del Primo Trimestre
La Tempesta del Primo Trimestre (in filippino Sigwa ng Unang Kuwatro; in inglese First Quarter Storm) fu una serie di proteste nelle Filippine organizzata da attivisti di estrema sinistra tra cui Jose Maria Sison e Bernabe Buscayno, entrambi di idea maoista. La Tempesta del Primo Trimestre durò dal gennaio al marzo 1970 e consisteva in massicce manifestazioni, proteste e marce contro il governo del Presidente filippino Ferdinand Marcos. Fu uno dei principali fattori che portarono alla dichiarazione di legge marziale nelle Filippine nel settembre 1972.